# Arzneipflanze des Jahres (Österreich)
Die Arzneipflanze des Jahres wird seit dem Jahr 2017 jährlich durch die Herbal Medicinal Products Platform Austria (HMPPA) ernannt. Dadurch soll auf den Wert von traditionellen Arzneipflanzen in der Medizin in der Öffentlichkeit aufmerksam gemacht werden.

## Bisherige Arzneipflanzen des Jahres
| Jahr | Deutscher Name | Wissenschaftlicher Name            | Abbildung      |
| ---- | -------------- | ---------------------------------- | -------------- |
| 2017 | Mutterkraut    | Tanacetum parthenium               | Mutterkraut    |
| 2018 | Cannabis       | Cannabis sativa                    | Cannabis       |
| 2019 | Alpen-Edelweiß | Leontopodium nivale subsp. alpinum | Alpen-Edelweiß |
| 2020 | Lavendel       | Lavandula angustifolia             | Lavendel       |
| 2021 | Mariendistel   | Silybum marianum                   | Mariendistel   |
| 2022 | Gelber Enzian  | Gentiana lutea                     | Gelber Enzian  |
| 2023 | Rosenwurz      | Rhodiola rosea                     | Rosenwurz      |
| 2024 | Safran         | Crocus sativus                     | Safran         |
| 2025 | Artischocke    | Cynara cardunculus                 | Artischocke    |